# Vagdavercustis
Vagdavercustis – była germańską boginią wojny, która była czczona w Dolnej Germanii, a szczególnie w Dolnej Nadrenii przez lokalnych Batawów, ale także przez rzymskich żołnierzy i urzędników. 
Znane są napisy z nazwą bóstwa oraz dedykacją, które zostały umieszczone w fortach Burginatium w Kalkar-Altkalkar i Harenatium w Rindern w (Niemczech) oraz w Zetten-Hemmen w (Holandii).
Istnienie oddzielnego sanktuarium Vagdavercustis nie zostało potwierdzone. Najbardziej znaczącym dowodem jego istnienia jest ołtarz odnaleziony w 1909 roku w Kolonii. Ufundowany w 165 roku n.e. przez Titusa Flaviusa Constansa, jednego z dwóch byłych prefektów gwardii pretorian, poświęcony bogini Vagdavercustis jako ołtarz, na którym on w todze ofiarnej uczestniczy w składaniu ofiary. Marek Aureliusz wysłał prawdopodobnie prefekta ze specjalną misją do Germanii. Według innej interpretacji Titus Flavius mógł być obywatelem Colonia Claudia Ara Agrippinensium. Dokładny powód konsekracji ołtarza nie jest znany. Kamień wotywny został wycięty z bloku wapienia o wymiarach 1,17 × 0,82 × 0,43 m. Napis nad ołtarzem brzmi:
| Napis[5]                                                                                          | Tłumaczenie |
| ------------------------------------------------------------------------------------------------- | --- |
| Deae / Vagdavercusti / Titus Flavius / Constans praef(ectus) / praet(orio) em(inentissimus) v(ir) | „Dla Bogini / Vagdavercustis / Titus Flavius / Constans, prefekt / pretorian, [poświęca to na] szczególną pamiątkę”. |
Grafika przedstawia ołtarz znajdujący się w Muzeum Rzymsko-Germańskim w Kolonii.